# Saint-Yzan-de-Soudiac

Saint-Yzan-de-Soudiac este o comună în departamentul Gironde din sud-vestul Franței. În 2009 avea o populație de 2.123 de locuitori.

## Evoluția populației
| An        | 1975  | 1982  | 1990  | 1999  | 2006  | 2009  |
| --------- | ----- | ----- | ----- | ----- | ----- | ----- |
| Populație | 1.384 | 1.552 | 1.461 | 1.530 | 1.762 | 2.123 |